# Encolpius guaraniticus
Encolpius guaraniticus é uma espécie do gênero Encolpius.